# 約翰·路德維希一世 (拿騷-威斯巴登-伊德施泰因)
約翰·路德維希一世（德語：Johann Ludwig I.，1567年4月10日—1596年6月10日），拿騷-威斯巴登-伊德施泰因伯爵，巴爾塔沙之子，1568年至1596年在位。

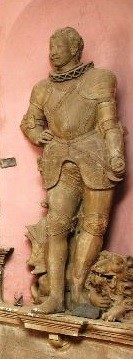

他是拿騷家族威斯巴登-伊德施泰因系的最後一位伯爵。他的兒子約翰·路德維希（二世）在他死後繼承其頭銜，但年僅九歲（1605年）即夭折，威斯巴登-伊德施泰因由拿騷-威爾堡的路德維希二世繼承。

## 家庭
1588年，約翰·路德維希與拿騷-迪倫堡伯爵揚六世的女兒瑪麗亞結婚，兩人共有2子2女：
1. 瑪格麗特（1589年—1660年）
2. 安娜·卡塔里娜（1590年—1622年），與利珀的西蒙七世結婚
3. 約翰·菲利普（1595年—1599年），夭折
4. 約翰·路德維希（1596年—1605年），夭折